# Wurst mart

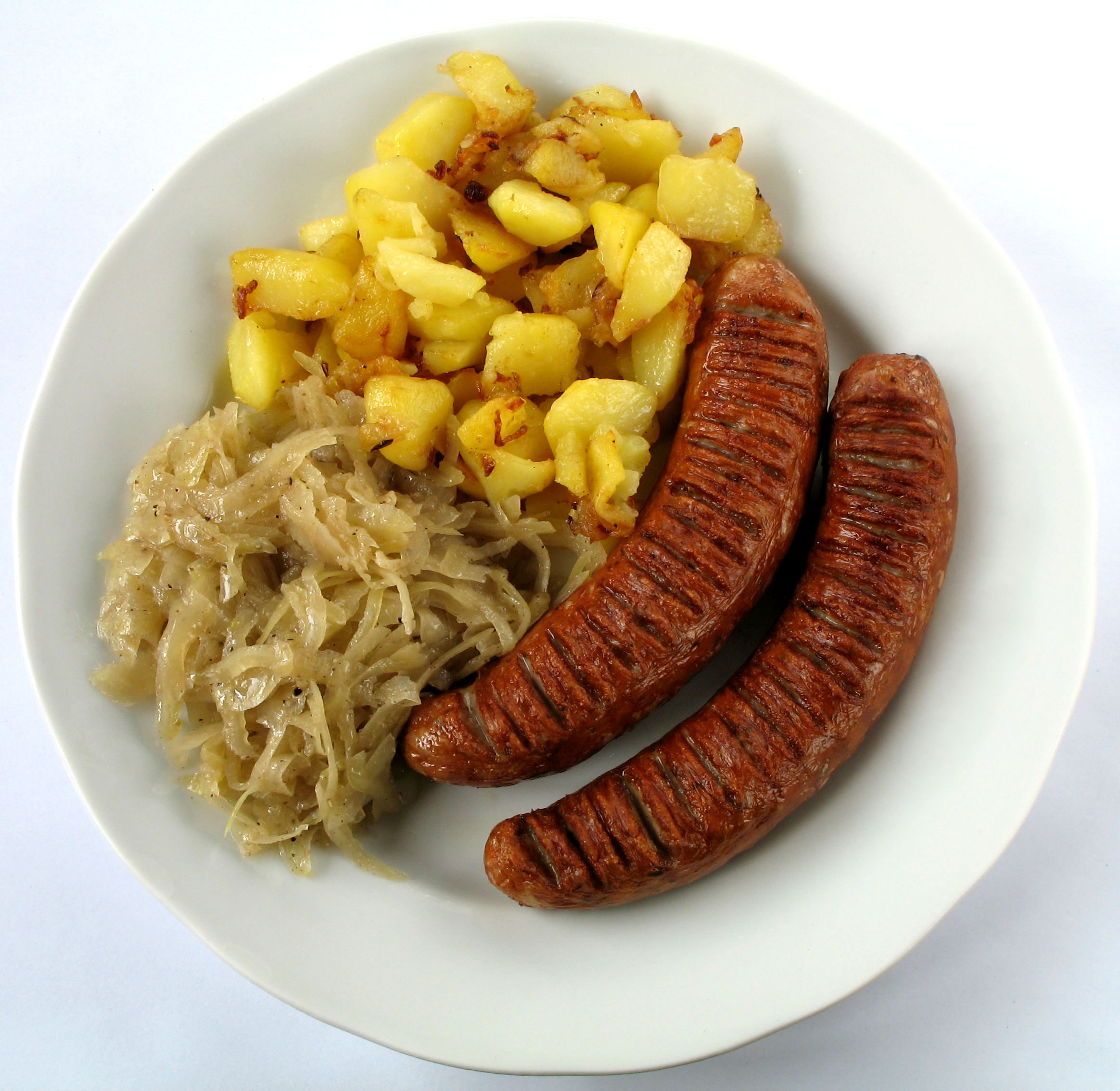
Bratwurst con sauerkraut y patatas

Un Wurst Mart, en algunas ocasiones mencionado como Wurstmart o Wurst Markt, es una variación del fish fry que se puede encontrar predominantemente en las comunidades germano-americanas de Estados Unidos. Los Wurst marts ofrecen sus eventos culinarios debido a los fondos que paga la Iglesia con el objetivo de recaudar, en estos casos la gente asiste paga por un buffet de salchichas y otros platos. Los platos que hacen de guarnición suelen ser puré de patatas, gravy y sauerkraut. El evento es conocido como: "sausage fest" (fiesta de la salchicha).

## Etimología
La palabra Wurst Mart proviene de la palabra alemana "Wurstmarkt" que significa mercado de salchicha. Los Wurst Marts se encuentran en zonas rurales donde existen comunidades Germano-Americanas en el zona oeste, particularmente en los alrededores de San Luis.